# Тяжёлые времена (роман)
«Тяжёлые времена» (англ. Hard Times) — роман английского писателя Чарльза Диккенса, впервые опубликованный в 1854 году. Книга исследует английское общество, подвергая высмеиванию социальные и экономические условия той эпохи.

## Сюжет
«Тяжёлые времена» — один из тех немногих романов Диккенса, действие которых происходит не в Лондоне. Автор пишет о вымышленном промышленном городе Кокстауне (англ. Coketown, от coke — кокс), в котором живут двое друзей: фабрикант Джосайя Баундерби (англ. Josiah Bounderby) и общественный деятель Томас Грэдграйнд (англ. Thomas Gradgrind), ставший по ходу повествования депутатом английского парламента. Последний посвятил свою жизнь продвижению рациональной философии, основанной исключительно на фактах, и воспитал в духе этого учения пятерых детей, из которых наиболее важные роли в повествовании играют Том и Луиза. Кроме того, в романе действуют девочка по имени Сисси Джуп (англ. Sissy Jupe), дочь циркача с причудливым мировоззрением, которую приютили Грэдграйнды, и рабочий Стивен Блэкпул (англ. Stephen Blackpool), который вынужден жить с женой-алкоголичкой, хотя влюблён в девушку по имени Рейчел, отвечающую ему взаимностью.

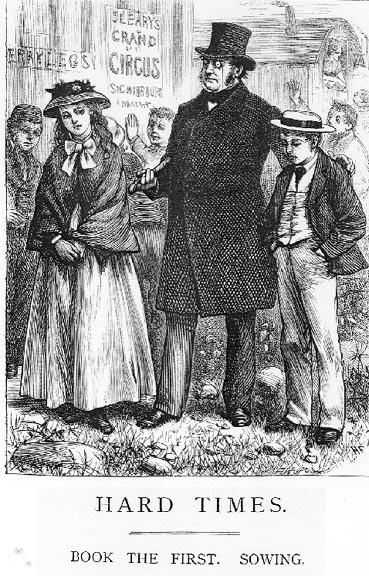
Грэдграйнд поймал своих старших детей Луизу и Тома за подглядыванием в цирке

Луиза по настоянию отца становится женой Баундерби, хотя тот старше её на 30 лет. Позже в неё влюбляется молодой человек по имени Джеймс Хартхаус, она его отвергает, но её всё же начинают подозревать в супружеской неверности. В разговоре с отцом Луиза заявляет, что его воспитание лишило её возможности быть счастливой, её брак распадается. Блэкпул сначала подвергается остракизму со стороны других рабочих из-за своего нежелания участвовать в стачке, а потом теряет работу из-за нежелания стать доносчиком. В банке Баундерби происходит ограбление, подозрение падает на Блэкпула, тот вскоре погибает из-за падения в шахту, до конца настаивая на своей невиновности. Выясняется, что на самом деле ограбление совершил Том, решивший свалить всю вину на Блэкпула, а потом убивший его.
Том сбегает на континент. Баундерби умирает спустя несколько лет, Грэдграйнд разочаровывается в своей философии. Луизе так и не удаётся найти своё счастье, а Сисси создаёт семью и воспитывает детей в соответствии со своими взглядами.

## Создание и оценки
«Тяжёлые времена», ставшие десятым романом Диккенса, необычны в нескольких отношениях. Это самый короткий из его романов (примерно вчетверо меньше по объёму, чем предыдущий и следующий), он был опубликован без авторского предисловия и без иллюстраций; это единственный роман Диккенса, в котором нет сцен, происходящих в Лондоне. Вся история разворачивается в вымышленном промышленном городе Коктаун, похожем на Манчестер, но меньшем по размеру. Здесь больше, чем в других романах писателя, заметны его пессимизм по отношению к планам социальных реформ и общая сатирическая направленность.
Одна из причин, по которой Диккенс написал «Тяжёлые времена», заключалась в том, что продажи его еженедельного периодического издания Household Words были низкими, и писатель надеялся за счёт публикации романа повысить тираж. «Тяжёлые времена» выходили отдельными главами с апреля по август 1854 года, а позже в том же году вышли отдельной книгой. Надежды Диккенса сбылись: читатели встретили роман с одобрением, а вот отзывы рецензентов были неоднозначными. Джон Рёскин назвал «Трудные времена» своим любимым произведением Диккенса, поскольку в нём затрагиваются важные социальные вопросы. Эдвин Перси Уиппл на страницах журнала Scribner’s Magazine раскритиковал роман как «сатиру на политическую экономию, о которой Диккенс мало что знал». Бернард Шоу охарактеризовал «Трудные времена» как роман о «страстном бунте против всего индустриального порядка современного мира», но назвал важным его минусом отсутствие адекватного описания профсоюзного движения той эпохи. Шоу признал, что этот роман заметно отличается от других книг Диккенса, отметив «Многие читатели находят это изменение разочаровывающим».
Ф. Р. Ливис описал «Тяжёлые времена» как нравоучительную аллегорию, единственное произведение Диккенса, «в котором заметны все сильные стороны его гения». Позже он пересмотрел эту точку зрения в книге «Диккенс-романист», признав, что наиболее значительны другие книги писателя.